# Shout!
『Shout!』（シャウト）は、サザンオールスターズの企画盤アルバム（ベスト・アルバム）。1982年5月1日発売。発売元はInvitation。
カセットテープのみでの発売のため、現在は廃盤作品となる。

## 背景
当時「チャコの海岸物語」のヒットとなり、本作も企画盤アルバムとしては初めてオリコンチャート1位を獲得した。なお、1位になったのは現在のアルバムチャートの一部であったCTチャートでのものであり、企画盤として正式なアルバムチャートでは1989年の『すいか』で初めて達成する。
収録曲は3rdシングル「いとしのエリー」から最新シングル「チャコの海岸物語」までの曲が対象となっており、本作ではジャケットも「チャコの海岸物語」のものがそのまま使われている。ちなみにB面の収録時間は、『ベスト・オブ・サザンオールスターズ』のA面と全く同じである。

## 収録曲
- 収録曲は各作品で説明しているため、ここでは説明を省略する。
- ※印はオリジナルアルバム未収録曲。タイトル表記は基本的にオリジナル収録時のものに従った。

### SIDE-A
1. チャコの海岸物語 ※
(作詞・作曲:桑田佳祐　編曲:サザンオールスターズ　弦管編曲:八木正生)
2. 翔(SHOW) 〜鼓動のプレゼント ※
(作詞・作曲:桑田佳祐　編曲:サザンオールスターズ)
3. 栞のテーマ
(作詞・作曲:桑田佳祐　編曲:サザンオールスターズ)
4. 朝方ムーンライト
(作詞・作曲:桑田佳祐　編曲:サザンオールスターズ)
5. ムクが泣く
(作詞・作曲:関口和之　編曲:サザンオールスターズ)
6. 素顔で踊らせて
(作詞・作曲:桑田佳祐　編曲:サザンオールスターズ)

### SIDE-B
1. タバコ・ロードにセクシーばあちゃん
(作詞・作曲:桑田佳祐　編曲:サザンオールスターズ　弦管編曲:新田一郎)
2. 働けロック・バンド (Workin' for T.V.)
(作詞・作曲:桑田佳祐　編曲:サザンオールスターズ　弦管編曲:八木正生)
3. 奥歯を食いしばれ
(作詞・作曲:桑田佳祐　編曲:サザンオールスターズ)
4. シャ・ラ・ラ ※
(作詞・作曲:桑田佳祐　編曲:サザンオールスターズ　弦編曲:八木正生)
5. いなせなロコモーション ※
(作詞・作曲:桑田佳祐　編曲:サザンオールスターズ)
6. いとしのエリー
(作詞・作曲:桑田佳祐　編曲:サザンオールスターズ　弦編曲:新田一郎)